# Maclovio Herrera
Maclovio Herrera Cano (Hidalgo del Parral, Chihuahua; 15 de noviembre de 1879-Nuevo Laredo, Tamaulipas; 17 de abril de 1915) fue un militar mexicano que participó en la Revolución mexicana.

## Juventud
Nació en San Juanico, Parral, Chihuahua el 15 de noviembre de 1879, en el seno de una familia de mineros. Su padre fue José de la Luz Herrera y su madre Florencia Cano. Sus hermanos fueron Melchor Herrera y Luis Herrera Cano. Luis  llegó a general en la Revolución mexicana. Sus estudios fueron escasos: sólo tuvo rudimentarias nociones de lectura y escritura. Trabajó en la mina "La Palmilla", propiedad de Pedro Alvarado.

## Maderismo
Desde 1909 simpatizó con el antirreeleccionismo; en concordancia con el Plan de San Luis se levantó en armas en noviembre de 1910, en Ciudad Hidalgo, como parte de las tropas de Guillermo Baca, quien murió en uno de los combates; los sobrevivientes de la tropa resolvieron agruparse bajo el mando de Maclovio Herrera. Durante la lucha contra Porfirio Díaz también luchó en Durango, unido a Tomás Urbina y a Jesús Agustín Castro, con quien tomó Indé; con Manuel Chao se posesionó de Hidalgo del Parral, Chihuahua. Después de la abdicación de Porfirio Díaz y los Tratados de Ciudad Juárez, sufrió el licenciamiento de gran parte de sus tropas, quedando como teniente coronel y como segundo al mando del 40o. Cuerpo Rural. Ante la defección de Pascual Orozco tomó las armas en defensa de Francisco I. Madero. Primeramente operó bajo las órdenes de José de la Luz Soto, jefe de la guarnición de la plaza de Hidalgo del Parral, pero luego éste titubeó en decidir si luchar por un bando u otro, por lo que desarmó a la tropa de Soto y tomó el mando. Operó en los estados de Chihuahua y Sonora, y se coordinó con las fuerzas de Francisco Villa para derrotar a Emilio P. Campa y a José Inés Salazar. Villa fue aprehendido por Victoriano Huerta y Maclovio Herrera lo sustituyó en la jefatura del Batallón "Benito Juárez". Continuó la campaña con acciones en Chihuahua, Bachimba, Janos y Sierra de Ojitos.

## Villismo

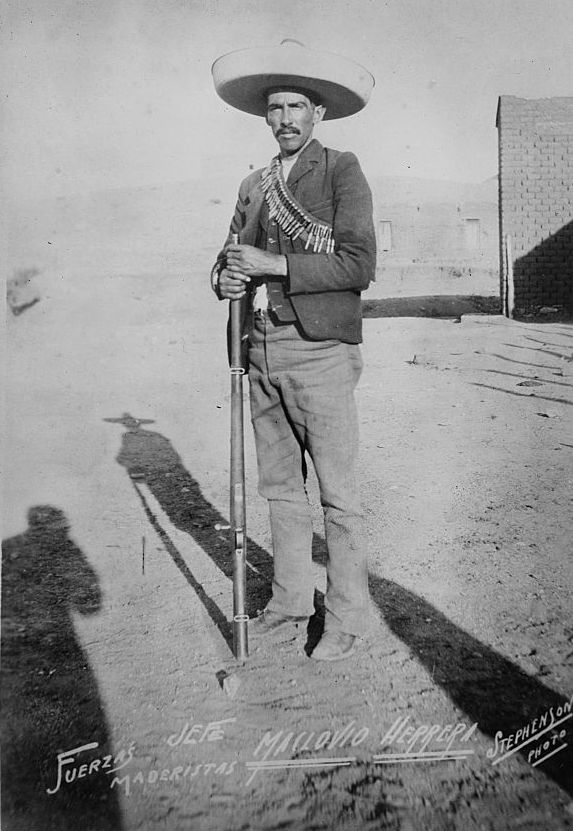
General Maclovio Herrera

En 1913 fue uno de los primeros en rebelarse contra Victoriano Huerta; se unió a las fuerzas de Manuel Chao y con ellas atacó Ciudad Camargo; luego tomó la plaza de Santa Ana, defendida por quinientos federales huertistas. Operó entre la zona limítrofe entre Chihuahua y Durango. En agosto de ese año, ya como general brigadier, unió su prestigio al de la División del Norte. Al lado de Francisco Villa participó en la primera toma de Torreón, en la ocupación definitiva de Ciudad Juárez, en el ataque frustrado a Chihuahua; en noviembre de 1913 fue, con su famosa caballería, el ejecutor principal y el héroe de la victoria villista en la Batalla de Tierra Blanca. En 1914 participó en los triunfos de Torreón, San Pedro de las Colonias y Zacatecas, al frente de la ya mencionada Brigada "Benito Juárez". Para entonces era uno de los principales jefes de la División del Norte.

## Constitucionalismo
Ante la escisión revolucionaria se negó a desconocer a Venustiano Carranza como primer jefe de la revolución, Maclovio decide traicionar al general Villa, Herrera ordena a un grupo de hombres trasladarse a Parral para combatir a grupos de presuntos enemigos que se encontraban apostados en la noche en esa plaza, para el descontento de algunos al día siguiente, con la luz del día descubrieron que sus blancos eran realmente compañeros villistas, algunos soldados decidieron no pelear más bajo las órdenes de Maclovio Herrera, quien terminó huyendo rumbo a Durango.
Esta traición enfureció a Francisco Villa que juró acabar con la familia Herrera. En su persecución envió a Manuel Chao y a Rosalío Hernández, con órdenes de fusilarlo. Sin embargo, en las luchas contra las fuerzas convencionistas, Maclovio Herrera triunfó en Hidalgo del Parral, derrotando a la guarnición villista al mando, precisamente de Chao, Hernández y Baca Valdés. Operó también en Coahuila, y en Tamaulipas, donde derrotó a los villistas comandados por Orestes Pereyra. Carranza lo designó comandante militar de Coahuila, para que recuperara el territorio y moral perdidas en Ramos Arizpe por Antonio I. Villarreal. En marzo de 1915 fue atacado por los villistas en Sabinas y Agujita, retirándose a Piedras Negras. El 17 de abril de 1915, cuando la situación empezaba a mejorar para los constitucionalistas, embarcó a su tropa en un convoy ferrocarrilero cerca de Nuevo Laredo, Tamaulipas, pero al acercarse a caballo al tren murió a manos de sus propios soldados, que lo desconocieron. Otra versión afirma que el general murió de viejo en un pueblo de Michoacán.[cita requerida]
Villa cumplió su amenaza, pues Luis Herrera Cano murió en 1916 combatiendo a los villistas en Torreón, Coahuila, y su padre, José de la Luz Herrera, fue fusilado por órdenes de Villa en 1918, cuando ocupó Parral, junto con Melchor Herrera y Luis Herrera Cano. Incluso después de terminada la Revolución, Villa nunca perdonaría a la familia de Maclovio Herrera, por lo que Jesús Herrera Cano decidió boicotear en su contra para vengar la muerte de su padre y sus demás parientes.